# Lazec, Cerkno
Lazec este o localitate din comuna Cerkno, Slovenia, cu o populație de 132 de locuitori.